# Springbeutelmaus
Die Springbeutelmaus (Antechinomys laniger), auch als Östlicher Kultarr bezeichnet, ist eine Beuteltierart aus der Familie der Raubbeutler (Dasyuridae), die in New South Wales, im Süden und Westen von Queensland und im Norden des Northern Territory vorkommt.

## Beschreibung
Springbeutelmäuse ähneln im Körperbau, obwohl sie Beuteltiere sind, den Springmäusen. Die starken Hinterbeine sind an eine hüpfende Fortbewegung angepasst, die langen Hinterfüße haben ausgeprägte Ballen an den Sohlen. Auch die Vorderbeine sind länger als bei anderen Beutelmäusen. Das lange, weiche Fell dieser Tiere ist auf der Oberseite grau und auf der Unterseite weiß gefärbt, die Schnauze ist verlängert, die Ohren sind groß und nach hinten geneigt. Die Art erreicht eine Kopf-Rumpf-Länge von 6,8 bis 8,4 cm, der Schwanz ist 10,8 bis 14 cm lang. Die Quaste am Schwanzende hat eine Länge von 4,0 bis 5,7 cm. Der Hinterfuß hat eine Länge von 24,2 bis 27,4 mm. Die Ohrlänge liegt bei 18,6 bis 23,4 cm.
Die Schädelbasis ist stets weniger als 25 mm lang. Antechinomys laniger ist damit die kleinste Antechinomys-Art. Von den anderen Arten unterscheidet sie sich durch das Fehlen von Haaren auf der Unterseite des Hinterfußes und das relativ großkörnige Granulat auf den Ballen von Vorder- und Hinterfuß.

## Lebensweise
Springbeutelmäuse leben im halbtrockenen östlichen Australien in offenen, von Mulga geprägten Wäldern. Sie sind nachtaktiv und ziehen sich tagsüber in Erdhöhlen, Felsspalten oder in dichtere Vegetation zurück. Sie graben keine Baue, übernehmen aber manchmal die anderer Tiere. Ihre Fortbewegung ist entgegen früheren Meinungen kein Hüpfen mit den Hinterbeinen, sondern eine eher galoppierende: sie springen mit den Hinterbeinen ab und landen auf den Vorderbeinen. Die Nahrung dieser Tiere besteht hauptsächlich aus Insekten und anderen Wirbellosen, möglicherweise nehmen sie auch kleine Wirbeltiere zu sich.

## Fortpflanzung
Weibchen haben keinen permanenten Beutel, sondern entwickeln während der Tragzeit Hautfalten um die sechs oder acht Zitzen. Nach einer kurzen Tragzeit kommen drei bis sechs Jungtiere zur Welt, die die ersten Lebenswochen fest an der Zitze der Mutter angeklammert verbringen. Nach drei Monaten werden sie entwöhnt und mit knapp einem Jahr geschlechtsreif. Die Lebenserwartung wird auf zwei bis drei Jahre geschätzt.

## Systematik
Die Springbeutelmaus wurde 1856 durch den britischen Ornithologen und Tiermaler John Gould als Phascogale lanigera erstmals wissenschaftlich beschrieben und damit den Pinselschwanzbeutlern (Phascogale) zugeordnet. Die Gattung Antechinomys wurde 1867 durch den australischen Zoologen Gerard Krefft eingeführt. Der wissenschaftliche Gattungsname ist aus dem Gattungsnamen der Breitfuß-Beutelmäuse (Antechinus) und dem altgriechischen Wort mys (Maus) zusammengesetzt. Der Artzusatz ist aus den lateinischen Worten lana (Wolle) und gero (tragen) gebildet. Er bezieht sich auf das dichte Fell.
Die Springbeutelmaus ist eng mit den Schmalfuß-Beutelmäusen verwandt und wurde manchmal in deren Gattung (Sminthopsis) eingeordnet. Manchmal wird die Art in zwei Arten geteilt, eine westliche (Antechinomys spenceri) und eine östliche Art (A. laniger). Im Jahr 2023 wurde die Langschwänzige Schmalfußbeutelmaus (Antechinomys longicaudatus), die vorher zur Gattung der Schmalfuß-Beutelmäuse gehörte, ebenfalls der Gattung Antechinomys zugeordnet, da Springbeutelmaus und Langschwänzige Schmalfußbeutelmaus Schwesterarten sind. Mitte 2025 wurde zwei Antechinus-Arten von Antechinomys laniger abgetrennt. Dies sind der Langohr-Kultarr (A. auritus) im westlichen Australien und der Gibber-Kultarr (A. spenceri) in den Steinwüsten Zentralaustraliens. Die Bezeichnung A. laniger ist jetzt nur noch für die östliche Klade der Gattung Antechinus gültig.

## Bedrohung
Aufgrund des dünn besiedelten Verbreitungsgebietes gibt es keine sicheren Angaben über Populationsgröße oder Bedrohungsstand. In manchen Regionen (New South Wales, Queensland) ist die Art aber selten geworden. Die Gründe dafür liegen in der Nachstellung durch eingeschleppte Räuber wie Katzen oder Füchse und in der Umwandlung ihres Lebensraumes in landwirtschaftlich genutzte Flächen. Die IUCN listet die Art als ungefährdet.

## Anmerkung
1. Hier falsch als baumbewohnend dargestellt.
2. ↑  Hier falsch als baumbewohnend dargestellt.